# 抗日戰爭時期的中國紡織業
中国是世界上棉纺织产业最发达的国家之一，同时也是棉花制品的主要生产国、消费国和进口国。
在第二次世界大战期间，中国的纺织行业遇到了前所未有的危机：一方面遭受到了来自日本的战争和经济侵略，另一方面收到了官僚资本主义的压迫。整个纺织行业的发展遭到了停滞。但是在陕西、山西等未被日本占领的地区，纺织行业有了新的机遇和发展。

## 日本对中国经济侵略的开始
日本是一个资源匮乏的国家。  日俄战争之后，日本的经济收到了很大的影响，一方面，为了减轻经济压力，日本政府向公民提高税收；另一方面，日本也将注意力转向中国来寻求资源。
在签署马关条约之后，因为受到日本国内市场狭隘的限制，并且希望在中国寻求更多的经济利益，日本的企业家已经逐渐打算在中国进行投资。 
同时，中国的纺织工业也在逐步成长。在第一次世界大战期间，英国和其他国家因为把主要注意力放到了战争上，大大减少了对中国棉花的出口量。因此，棉纺织业发展的外部压力减小，并且有了显著的发展。随者1914年一战的爆发，外国棉纺织品进口量减少，欧洲国家不能增加对中国的投资，中国市场纱布价格暴涨。
那些著名的老工厂，例如无锡振兴厂，宁波合丰厂，天津恒源厂等都在这段时间取得了巨额的利润并且得到了快速的发展和扩张。
从1914年至1922年，54家纺织厂的成立反映出纺织业在中国的初步发展。那些著名的大型纺织厂，例如上海永安厂，天津华新厂，天津恒源厂和武汉玉华厂都是在这一时期建立的。
相对于中国，日本在人力资源、纺织技术、管理模式以及资金等方面都具有优势，而这些技术让日本在中国具有较大的商业优势，并且对中国纺织业造成了很大的影响。从1921年到1922年，日本在上海和青岛一共建立了15家纺织工厂，纺纱总数达到了近30万，并且增加了1500台新机器。
日本千方百计地将自己的资本注入一些遇到经济困难的新建立的中国纺织工厂。在此期间，有13家纺织公司和日本的垄断资本有着借贷关系。因此，在20世纪20年代，中国纺织工厂建立的浪潮消失了。
截至1936年，中国的纺织工业主要集中在上海。上海拥有总共65家纺织工厂，其中只有31家为中国工厂。中国工厂共有266.7万锭纺锤，只占总数的41.8%。布匹生产量为13.31亿件，占总数的49.9%。拥有产布机8704件，仅占总数的29.1%。而其余都归日本工厂所有。这说明日本资本在上海纺织业占有绝对的优势。

## 第二次世界大战期间日本对中国的经济侵略
1937年，日本对中国发动侵略战争。日本占领区的纺织产业受到重创。

### 在日本占领的地区
日本占领地区的经济形势十分严峻：他完全被日本所控制。日本是一个棉花生产量不多的国家。1942年太平洋战争爆发后，从美国和印度进口的棉花来源被切断，棉花和棉花制品成为了日本国内继续的资源。在日本占领地区，棉花供应是十分有限的，这迫使大多纺织厂停工。143年，在南京和上海，有资料表明今年能保证一些小工厂的生产来保障社会需求。
上海，天津和青岛因为纺织行业的发达被称为“上青天”。

#### 上海
1925年，五卅运动爆发之后，抵制外国产品成为群众运动的重要组成部分，这刺激了纺织行业的发展，这也使得上海的纺织工厂数量一度上升到73家。
在1937年8月13日，一共有275，459锭纱锭和22家纺织厂受到了战争的攻击和迫害。上海沦陷之后，纺织行业迁移到租界并得到了短期的繁荣发展。在日本战败之前，“捐赠运动”使得50万纱锭被拆除。

#### 天津
在第二次世界大战期间，日本占领了天津多家纺织工厂。日本资本逐渐注入在天津的纺织工厂，先后收购了华新，裕元，裕大和宝成四座纱厂，并且先后建立了裕丰纺织株式会社天津工场，建立了上海纺织株式会社天津工场，建立了双喜纺织株式会社天津工场，建立了大康纺织株式会社天津工场。日本的目的在于掠夺中国的资源，打击中国的工业，并且为侵略战争提供军需物资。

#### 青岛
日本于1917年至1935年的18年之间,先后在青岛建立了九个大纱厂。1937年12月，沈鸿烈在撤离青岛前，将日本纱厂全部炸毁。1938年1月10日，日本第二次占领青岛，在原来废墟上将纱厂修复。 

### 国民党控制的地区
国民党政府采取严格的纱布和纺织品的控制，采购和销售政策。统购统销局规定的官价远低于市场价格，纺织品价格低于生产成本。扩建工作使得种植棉花的工厂难以维系，因此不得不减产停产。据统计，1942年，虽然大型纺纱厂纺纱锭数超过30万锭，但只有17.6万锭纱锭已投入生产。在这个阶段，很难从纺纱机大规模购买设备。新的纺织工厂大多是小型工厂，只有2000锭。
据统计，上海，常州，无锡等地的中国棉纺织厂直接损失棉花5220万件，织机6000余台。武汉和郑州的棉纺织工厂迁往四川和陕西。据统计：到1939年3月，59个工厂被感动了，其中大部分是小型纺织厂，而只有九家工厂为中型工厂，即有着159,000件棉纺纱锭和800台机器 

#### 纺织工业的向内地搬迁
由于日本的经济侵略对中国产生了重大影响，抗日战争期间中国政府无法向军方提供物资和经济支持。国民党政府资源委员会主张将重要的工业设施转移到大陆，并成立专门机构制定详细的转移计划和方法：各工厂的物资集中在武昌，然后转移到宜昌，重庆，西安，咸阳，岳阳和长沙;广东方向的工厂被转移到云南和广西，上海工厂的设备，原材料，半成品等被包装和运输到了昆明等地.
在上海工厂内迁的带动下，中国沿海地区的其他工厂也纷纷内迁：庆丰，苏伦，大成棉纺厂从江苏省转向后方;青岛的华新工厂，河南的青峰厂和江西的玉盛厂也搬到了内地。
抗日战争时期，中国西南地区的纺织业得到了迅速的发展，这些内迁的工厂生产了大量军用和民用产品，保障了战时人民的基本生活和前方的军队需求，同时也增强了中国人民在战争中的信心。同时，纺织工业的内迁也改变了过去中国纺织工业沿海发达内陆落后的不平等局面，为纺织行业的发展保留了大量原材料和技术人才，促进了中国棉纺织业的发展。

### 共产党控制的区域
第二次世界大战期间，中国西北地区的手工纺织业发展较快。家纺行业不仅越来越受欢迎，而且手工纺织车间越来越多。 
在甘肃，农村家庭手工棉纺织业发展迅速。当时，该省每年生产约420万公斤棉花，有约9000万公斤来自山西和新疆进口的棉花，这为家庭棉纺织业提供了原材料。虽然没有关于全省棉花年产量的确切统计数据，但根据40年代初的几项调查数据估算，该数字比战争前高出约667万米。1944年，650万人中有73％的服装家庭制造的。有六个资本主义纺织合作组织。从1942年到1943年，农民银行设立了一个办事处向农民提供贷款。甘肃省部分地区的棉纺织业已逐渐成为资本主义工厂。
在第二次世界大战期间，外部的棉花资源进口量减少，布料短缺。因此，陕西省的小规模棉花厂不得不自给自足、蓬勃发展。手工棉纺织工厂主要集中在西安，咸阳，宝鸡等地。. 1937年，西安有17家工厂，118台织机和173名工人. 。1940年，它已增加到109个，织机1100台，工人2000多人. 。1937年以后，开始采用“7.7”型圆筒纺织机. 。1943年，大约有900纺织厂，共约10000织机，达到手工纺织的高度发展。. 

#### 羊毛和丝绸纺织业
同一时期，手工毛纺业也发展迅速。1944年，在山西建立了142家工厂，但大部分工厂缺少资金，同时他们手工生产衣服的方式受到质疑。
根据1940年的统计，在农村地区，农民和牧民共有600家毛毡公司，有1000名员工。 这种材料的年总产量约为45万公斤，羊毛的总产量为150万公斤。每年约有30万对毡靴，需要80万公斤羊毛。
二战时期，陕南丝绸业发展状况良好。从1940年开始，福利开始到来。南郑仅有9家丝绸厂和80多名丝绸工人，年产2000米。有9家华丝葛工厂，80名工人，年产量达1600米。有17个棱工厂，100多名工人，年产量8万米。还有16家年产8万米的小型丝绸工厂。
二战期间，新疆和田开办了一所养蚕学校，培养技术人才。同时，随着丝绸业的发展，政府在新疆和田玉开了13家工厂企业，有11个工厂纺纱机和1300个脚踏板。

#### 产业合作运动
产业合作运动极大地促进了纺织工业的发展。
中日关系爆发后，一些海外华侨发起了中国工业合作运动。在中国共产党的领导下，西北地区成为了早期积极运动区。西北地区为抗日战争的胜利和西北经济的发展做出了积极的贡献。在抗日战争时期和舒适的金融环境中，分散的手工艺品组织的发展达到了顶峰，这使得他们能够扩大生产以满足合作生产运动的需要。
1938年，陕甘地区，政府提出大力奖励合作化手工业生产。延安，古蔺，延川，新宁等地受到政府推动，家纺棉纺织行业开始走向成熟。在1940年年底，国民党开始制造冲突，西北地区面临着来自国民党政府的严密封锁边界，布匹和原材料无法运输，其他日用工业品也减少。中共中央领导的边界地区政府开展了大规模的生产活动。第一次以家庭作坊的形式开发的是个人手工纺织品。其次是纺织合作社，从一开始，共产党便建立了3101组织。
面对国民党的经济封锁，共产党和陕北地区鼓励当地积极发展手工业，满足日常需求和战争储备。在生产上实现了突破，保证了抗日战争的胜利。